# Cerodontha vinokurovi
Cerodontha vinokurovi är en tvåvingeart som beskrevs av Zlobin 1993. Cerodontha vinokurovi ingår i släktet Cerodontha och familjen minerarflugor. Inga underarter finns listade i Catalogue of Life.